# Orjaška droplja
Orjaška droplja (znanstveno ime Ardeotis kori) je verjetno največja leteča ptica, ki izvira iz Afrike. Je član družine droplje, ki vse spadajo v red Otidiformes in so v širjenju omejene na Stari svet. Je ena od štirih vrst (od Afrike do Indije do Avstralije) v rodu Ardeotis z velikim telesom. Pravzaprav je samec orjaške droplje morda najtežja živa žival, ki lahko leti.
Ta vrsta je, tako kot večina dropelj, prizemna ptica in oportunistični vsejed. Samci kore, ki so lahko več kot dvakrat težji od samice, se poskušajo pariti s čim več samicami in potem ne sodelujejo pri vzgoji mladičev. Gnezdo je plitva votlina v zemlji, pogosto prikrita z bližnjimi ovirami, kot so drevesa.

## Taksonomija
Angleški naravoslovec William John Burchell je leta 1822 opisal dropljo kori. Specifični epitet kori izhaja iz imena v jeziku tswana za to ptico – Kgori.
Trenutno sta priznani dve podvrsti:
- Ardeotis kori kori – razmeroma bleda nominirana rasa iz Bocvane, Zimbabveja, Namibije, južne Angole, Južne Afrike in Mozambika.
- Ardeotis kori struthiunculus – somalski kori, razširjen v Etiopiji, Ugandi, Južnem Sudanu, Keniji in Tanzaniji. Obe rasi ločujejo gozdovi miombo v osrednji Afriki.[3] Ta rasa ima bolj drzno vzorčeno glavo in nekoliko bolj črno-bele vzorce na krilih. Obe rasi sta si po velikosti podobni, čeprav je A. k. struthiunculus lahko nekoliko večji. To je lahko ločena vrsta.

## Opis
Orjaška droplja je skrivnostno obarvana, večinoma je siva in rjava, drobno vzorčasta s črno-belo barvo. Zgornji deli in vrat so vermikulirane črne in sivkasto rjave barve. Trebušno perje je bolj drzno obarvano, z belo, črno in rjavo. Greben na glavi je črnkaste barve, z manj črne barve na grebenu samice. Nad očesom je bela očesna črta. Brada, grlo in vrat so belkasti s tanko, fino črno prečko. Črni ovratnik na dnu zadnjega dela vratu sega na straneh prsi. Perje okoli vratu je ohlapno, kar daje videz debelejšega vratu, kot ga v resnici imajo. Trebuh je bel, rep pa ima široke pasove rjavkasto sive in bele barve. Njihovo perje vsebuje porfirine, občutljive na svetlobo, ki dajejo njihovemu perju rožnat odtenek na dnu, kar je še posebej opazno, ko se perje nenadoma preliva. Glava je velika, noge pa sorazmerno dolge. Oko je bledo rumene barve, kljun pa je svetlo zelenkaste barve, razmeroma dolg, raven in pri dnu precej sploščen. Noge so rumenkaste. Stopala imajo tri naprej obrnjene prste. Samice so podobne po perju, vendar so veliko manjše, pri linearnih meritvah merijo približno 20-30 % manj in pogosto tehtajo 2-3 krat manj kot samci. Samica je vidno tanjših nog in vitkejšega vratu. Mladiček je po videzu podoben samici, vendar je bolj rjav z več lisami na plašču, s krajšim grebenom in vratom. Mladiči samci so večji od samic in so lahko enake celotne velikosti kot odrasli samci, vendar so ponavadi manj obsežni s tanjšim vratom, krajšim grebenom glave, svetlejšimi očmi in temnejšim plaščem.

### Velikost
Samec orjaške droplje je dolg od 105 do 135 cm in ima razpon kril od 230 do 275 cm. Samci ptic lahko običajno tehtajo med 7 in 18 kg. Povprečna teža odraslih samcev nominirane rase v Namibiji (20 osebkov) je bila 11,3 kg, medtem ko A. k. struthiunculus v povprečju tehtajo 10,9 kg. Večji izvzeti samci lahko tehtajo do 16 do 19 kg, nekaj izjemnih osebkov pa lahko tehta vsaj 20 kg. Poročali so o prevelikih osebkih, ki tehtajo 23 kg, 34 kg in celo "skoraj" 40 kg, vendar nobena od teh velikanskih velikosti ni bila objavljena preverjeno in nekatere so morda iz nezanesljivih virov. Med dropljami le samci velike droplje (Otis tarda) dosegajo podobno visoko težo (povprečna masa samcev pri teh vrstah je približno enaka), zaradi česar so samci kori ne le veliki ampak dve največji dropljji, ampak tudi verjetno najtežja živeča leteča žival. Kot celota so ostale vrste, kot so kodrasti pelikan (Pelecanus crispus), andski kondor (Vultur gryphus) in labod trobentač (Cygnus buccinator), pri katerih se večji samci lahko ujemajo s povprečno težo največje droplje in lahko v povprečju tehtajo več med spoloma, saj so po masi manj spolno dimorfni kot velike droplje. Razen 23 kg laboda grbca (Cygnus olor), največja velikost velikih dropelj presega velikost drugih letečih ptic. Druge leteče afriške ptice (razen redkih potepuških pelikanov in jastrebov v skrajni severni Afriki) tekmujejo s povprečno težo med spoloma kori, in sicer rožnati pelikan (Pelecanus onocrotalus) in kapski jastreb (Gyps coprotheres), medtem ko žerjavi (Bugeranus carunculatus) povprečno za temi. Samica orjaške droplje tehta v povprečju od 4,8 do 6,1 kg, s celotnim razponom od 3 do 7 kg. Samice nominirane rase (35 primerkov) v Namibiji so v povprečju tehtale 5,62 kg, medtem ko so samice A. k. struthiunculus tehtale povprečno 5,9 kg. Dolžina samic je od 90 do 112 cm, njihov razpon kril je približno 177 do 220 cm. Standardne mere samca vključujejo tetivo krila od 69,5 do 83 cm, rep meri od 35,8–44,7 cm, kljun od 9,5 do 12,4 cm in nartnica od 20 do 24,7 cm. Medtem so standardne mere tetiva kril samice od 58,5 do 66,5 cm, rep od 30,7 do 39,5 cm, kljun od 7 do 10,4 cm in nartnica od 16 do 19,5 cm.

### Podobne vrste
Velikost in temni greben sta na splošno diagnostična med dropljami. Vendar pa je v Vzhodni Afriki njihova raznolikost povsod največja, vključno z nekaterimi drugimi precej velikimi vrstami, kar lahko povzročijo zmedo. Orjaške droplje se od Denhamove (Neotis denhamii) in Ludwigove droplje (Neotis luwigii), s katerima se včasih prehranjujejo, razlikujejo po tem, da imajo bolj siv videz in da nimajo rjavo rdečega zadnjega vratu in zgornjega plašča. Med letom jo je mogoče ločiti od obeh nekoliko manjših dropelj po tem, da na zgornjem krilu, ki je tukaj enakomerno sivo, nima belih oznak. Tako Stanleyjeva kot Ludwigova droplja nimata temnega grebena. Bolj podobna in skoraj enako velika kot orjaška je tesno sorodna arabska droplja (Ardeotis arabs) (kljub svojemu imenu slednja vrsta sega tudi v Vzhodno Afriko). Vendar pa ima arabska vrsta pokrov kril z belimi konicami, bolj rjav hrbet in zelo drobne vermikulacije vratu, prav tako pa nima črne podlage na vratu in črne v pokrovih kril, kot je vidno na orjaški droplji.

## Razširjenost in habitat
Orjaško dropljo najdemo po vsej južni Afriki, razen v gosto gozdnatih območjih. Pogoste so v Bocvani in Namibiji, segajo v južno Angolo in obrobno v jugozahodno Zambijo. V Zimbabveju so na splošno redke, a lokalno pogoste, zlasti na osrednji planoti. Njihov obseg razširjenosti se razteza vzdolž doline reke Limpopo v južni Mozambik in vzhodno nižinsko območje Južne Afrike. V Južni Afriki so tudi redke ali redke v provincah Free State, North West in Northern Cape, ki segajo proti jugu v notranjost provinc Western in Eastern Cape. Na obalnih nižinah vzdolž južne in vzhodne Južne Afrike ter v visokogorskih območjih jih ni. Ta vrsta je pogosta v Tanzaniji v zavarovanem območju Ngorongoro, narodnem parku Kitulo in narodnem parku Serengeti. Geografsko ločena populacija se pojavlja tudi v puščavah in savanah severovzhodne Afrike. Tu vrsta sega od skrajnega jugovzhodnega Južnega Sudana, severne Somalije, Etiopije do vse Kenije (razen obalnih regij), Tanzanije in Ugande. Kenija ima lahko največjo populacijo orjaške droplje v kateri koli državi in lahko celo meji na obilno v severovzhodni provinci. Običajno so gnezdilke v svojem območju, z nekaj naključnega, nomadskega gibanja po padavinah.
Ta vrsta se pojavlja na odprtih travnatih območjih, za katere so pogosto značilna peščena tla, zlasti pesek Kalahari, in kratka trava, običajno blizu pokrova izoliranih gruč dreves ali grmovja. Najdemo jo lahko na ravnicah, sušnih planotah, visokogorju, sušnem grmišču, rahlo gozdnati savani, odprtem suhem grmovju in polpuščavi. Kjer se ta vrsta pojavlja, je letnih padavin precej malo, med 100 in 600 mm. Gnezditveni habitat je savana na območjih z redko travnato odejo ter razpršenimi drevesi in grmovnicami. Pri gnezdenju včasih uporabljajo hribovita območja. Sledijo požarom ali čredam kopitarjev, ki se prehranjujejo, da bi pobirali različno hrano iz kratkih trav. Najdemo jih lahko tudi na obdelovalnih površinah, zlasti na pšeničnih poljih z nekaj posejanimi drevesi. Te droplje ne najdemo na dobro gozdnatih območjih, ker potrebuje veliko odprtega prostora za vzlet. Na sušnih travniških območjih jo najdemo ob suhih vodotokih, kjer zaplate dreves nudijo senco v vročini dneva.

## Vedenje
Orjaške dropljevečino časa preživijo na tleh, do 70 % časa preživijo peš, čeprav se občasno hranijo v nizkem grmovju in drevesih. Ta dropljja je budna in previdna ptica. Njihovo vedenje pa je različno in običajno so zelo sramežljive, tečejo ali počepnejo ob prvem znaku nevarnosti; včasih so lahko popolnoma neustrašne do ljudi. Imajo neodločen, počasen način hoje in ko zaznajo vsiljivca, se poskušajo izogniti zaznavi tako, da se tiho oddaljijo z glavo pod nenavadnim kotom med 45° in 60°. Ker je velika in težka ptica, se po možnosti izogiba letenju. Ko je preplašena, bo najprej stekla in, če jo potisnete še naprej, se bo med begom z velikim naporom dvignila v zrak, njena krila pa bodo močno udarjala. Ko je v zraku, leti lažje s počasnimi, odmerjenimi utripi kril, z iztegnjenim vratom in pokrčenimi nogami. Običajno ostane nizko in spet pristane na vidiku. Ko pristanejo, orjaška droplja ohrani svoja krila razprta in jih zloži šele, ko ptica upočasni hitrost hoje. Orjaške droplje nimajo čistilne žleze, zato da ostanejo čiste, proizvajajo puh v prahu. Izvaja sončenje in kopanje v prahu. Ta ptica ima glasen, cvetoč paritveni klic, ki se pogosto izreče tik pred zoro in ga je mogoče slišati na daleč. Večinoma rezidenčne, se orjaške droplje lahko ukvarjajo z nomadskimi premiki. Na ta migracijska gibanja verjetno vplivajo padavine in ni dokazov, ki bi kazali na kakršen koli pravilen vzorec. Te lokalne selitve potekajo ponoči, vendar niso bile kartografirane. V narodnem parku Etoša so zabeležili, da so se te ptice premikale do 85 km iz gozdov mopane na odprte travnate ravnice in se naslednje sezone znova vrnile. Poskusno satelitsko označevanje enega samca orjaške droplje, ki so ga opravili nacionalni muzeji Kenije, je pokazalo selitev vzdolž Riftne doline med Tanzanijo in jugovzhodnim Južnim Sudanom. Poleg tega se odrasli in mladi samci selijo po gnezditveni sezoni, medtem ko se zdi, da samice tega ne počnejo. Običajno se hrani zjutraj in zvečer, preostanek dneva pa preživi v kakšni senci.

### Oglašanje
Manj glasna kot druge droplje, je na splošno tiha, vendar oba spola ob vznemirjenju oddata glasno renčanje. To je opisano kot klic ca-caa-ca, ki se večkrat ponovi do 10 minut. Ta klic se prenaša dolge razdalje. Najpogosteje ga oddajajo samice z mladiči in samci med srečanji s spopadi. Piščanci, stari dva tedna, prav tako oddajajo ta alarm, ko so prestrašeni. Paritveni klic samca je globok, resonančen woum-woum-woum-woum ali oom-oom-oom ali wum, wum, wum, wum, wummm. Ta klic se konča z udarcem kljuna, ki je slišen le od blizu. Zunaj vzrejnega prikaza so orjaške droplje pogosto tihe. Včasih se sliši visok alarm, ki ga običajno izrečejo samice. Ob vzletu lahko izgovorijo globoko vum.

### Družabnost
V času parjenja so te ptice običajno same, vendar v parih. Sicer pa so nekoliko družabne, najdemo jih v skupinah, ki pogosto vključujejo 5 do 6 ptic, občasno pa lahko skupine štejejo tudi do 40 posameznikov. Večje skupine lahko najdemo okoli bogatega vira hrane ali na napajališčih. V skupinah so ptice pogosto precej oddaljene druga od druge, pogosto na razdalji 100 m. Skupine za iskanje hrane so pogosto enospolne. Takšne skupine ne trajajo dolgo in se pogosto po nekaj dneh ločijo. Verjame se, da so te skupine ugodne tako, ker lahko zagotovijo številčno varnost pred plenilci in lahko pripeljejo droplje do glavnih virov hrane.

### Hranjenje
Ko hodijo počasi in umirjeno, se prehranjujejo s pobiranjem po tleh z klopi in so najbolj aktivne v prvih in zadnjih urah dneva. Orjaške droplje so precej vsejede ptice. Žuželke so pomemben vir hrane, pri čemer se najpogosteje lovijo običajne vrste, kot so kobilice,  govnači (Scarabaeus ssp.) in gosenice. Lahko sledijo velikim kopitarjem da ujamejo žuželke, ki jih iztrebljajo ali prebirajo njihove iztrebke za užitnimi nevretenčarji. Ob izbruhih kobilic in gosenic se množično prehranjujejo z njimi. Drugi plen so lahko prave cvrčalke (Tettigonia ssp.), termiti, kožekrilci in temačniki. Ščipalce in mehkužce je mogoče jemati kot prilagdljivo.
Redno jedo lahko tudi majhne vretenčarje, vključno s kuščarji, kameleoni, majhnimi kačami, majhnimi sesalci (zlasti glodavci) ter ptičjimi jajci. Občasno lahko jedo mrhovino, zlasti velike živali, ubite v požarih. Pomembna hrana je tudi rastlinski material. Trave in njihova semena so morda najbolj priljubljena rastlinska hrana, lahko pa jedo tudi semena, jagode, korenine, čebulice, cvetove, divje melone in zelene liste. Ta droplja je zelo naklonjena akacijevi gumi. Ta naklonjenost je povzročila afriško domače ime Gompou ali dobesedno prevedeno »gumi pav«. Redno pijejo, ko imajo dostop do vode, vendar jih je mogoče najti tudi do 40 km od vodnih virov. Nenavadno je, da vodo sesajo, ne pa zajemajo.

### Vzreja
Gnezditvene sezone obeh podvrst orjaške droplje se razlikujejo. Na splošno je A. k. struthiunculus gnezdi od decembra do avgusta in A. k. kori gnezdi od septembra do februarja. Vzreja je tesno povezana s padavinami in se v sušnih letih lahko močno zmanjša ali sploh ne pojavi.
Orjaške droplje se ukvarjajo z dvorjenjem oziroma razkazovanjem samcev. Vse dropljje imajo poliginozne vzrejne navade, pri katerih se en samec razkazuje, da privabi več samic, in se pari z vsemi. Samci se razkazujejo na redno uporabljenih mestih, pri čemer vsak samec uporablja več razpršenih prostorov ali razstavnih površin. Ti prikazi se običajno odvijajo zjutraj in zvečer. Dvorjenja samcev so impresivna in dodelana ter uspešno oglašujejo svojo prisotnost potencialnim partnerjem. Samci držijo glavo nazaj, z izbočenimi ličnicami, greben držijo pokončno, kljun odprt in napihnejo svoje grlene vrečke in tvorijo bel grleni "balon". Med tem prikazom se požiralnik napihne do štirikratne svoje običajne velikosti in je podoben balonu. Prav tako napihnejo svoje sprednje vratno perje, ki je razpršeno navzgor, kar kaže na njihovo belo spodnjo stran. Bela je lahko med prikazom vidna do 1 km stran. Njihova krila so povešena, repi pa so dvignjeni navzgor in naprej na hrbet kot puran. Svojo zmogljivost izboljšajo s pretirano poskakovano hojo. Ko se razkazujejo, hodijo naokoli z napihnjenimi vratovi, z razvejanim repom in s skobljanimi in obrnjenimi peruti navzdol. Samice verjetno izberejo samca z najbolj impresivnim prikazom. Med sezono parjenja so spopadi med samci lahko resni, ko tekmujejo za razstavni prostori, pri čemer se dva tekmeca zaletita s telesi in se zabadata s svojimi kljuni. Do 30 minut lahko stojijo prsi ob prsi, imajo repe vzravnane, kljune zaklenjene in 'potiskajo' drug drugega.
Kopulacija začne tako, da se samica uleže poleg prevladujočega samca. Nad njo stoji 5–10 minut, stopa z ene strani na drugo in ji počasi, premišljeno kljuva po glavi, z dvignjenimi repnim in grebenskim perjem. Ob vsakem kljukanju se umakne. Nato se spusti na gležnje in jo še naprej kljuva, dokler se ne pomakne naprej in vzpne z razprtimi krili. Kopulacija traja nekaj sekund, nato pa oba stopita narazen in uredita svoje perje. Samica nato včasih zalaja, samec pa nadaljuje s svojim razkazovanjem.
Kot pri vseh dropljah samica ne naredi pravega gnezda. Samica orjaške droplje odlaga jajca na tla v plitvo, neobloženo votlino. To gnezdo je običajno locirano znotraj 4 m od drevesa ali grmovja, termitnjaka ali skale. Votlina lahko meri 300–450 mm v premeru in jo samica med inkubacijo skoraj popolnoma prekrije. Zaradi lege na tleh so gnezda pogosto skrita in jih človek težko najde, razen če nanje slučajno naleti. Ista stran se včasih ponovno uporabi v zaporednih letih. Je samotni gnezdilec in med samicami ni dokazov o teritorialnosti. Običajno znese dve jajci, redko pa 1 ali 3. Velikost gnezda je verjetno povezana z oskrbo s hrano. So skrivnostno obarvana, pri čemer je osnovna barva temno rjava, rjava ali olivna ter dobro označena in pobarvana z odtenki rjave, sive in bledo vijolične. Jajca so nekoliko sijajna ali voskasta in imajo površino, ki izgleda kot koščice. Velikost jajc je 81 do 86 mm v višino in 58 do 61 mm v širino. Posamezna jajca tehtajo približno 149 g, z razponom od 121 do 178 g.
Samica, ki sama opravlja vse brez pomoči samca, ostane v gnezdu 98 % časa, redko je in nikoli ne pije. Občasno iztegne noge in dvigne krila nad glavo. Samica redno obrača jajča s svojim kljunom. Perje samice je sivo in zemeljsko obarvano, zaradi česar je dobro zakamuflirana. Občasno pobere koščke rastlinja in jih spusti na hrbet, da bi bila njena kamuflaža učinkovitejša. Če se morajo na kratko nahraniti, gredo samice iz gnezda s hitrim, tihim čepenjem. Če se približa valeči ptici, bodisi nevsiljivo zdrsne iz gnezda ali pa se tesno usede in odleti šele v zadnjem trenutku. Inkubacijska doba je 23 do 30 dni. Mladiči so zelo dobro zakamuflirani. Ko se piščanci izležejo, jim mati prinese stalen tok hrane, večinoma mehke, da jo lahko piščanci zlahka pojedo. Mladiči v ujetništvu tehtajo od 78 do 116 g prvi dan, vendar hitro rastejo. Piščanci lahko sledijo svoji materi nekaj ur po izvalitvi. Po nekaj tednih se mladiči aktivno prehranjujejo s svojimi materami. Izletijo pri starosti 4 do 5 tednov, vendar so samozavestni letalci šele pri 3 do 4 mesecih. V povprečju se približno 67 % jajc uspešno izleže in približno eden od dveh mladičev preživi do odraslosti. V Namibiji in Tanzaniji je bilo ugotovljeno, da se je uspeh vzreje v času suše močno zmanjšal. Večina mladičev zapusti mater v drugem letu življenja, vendar se ne začnejo razmnoževati, dokler niso popolnoma zreli pri treh do štirih letih pri obeh spolih v študijah, ki so bile izvedene tako na divjih kot v ujetniških dropljah. Življenjska doba divjih ni znana, v ujetništvu lahko doživijo vsaj 26 ali morda 28 let.

## Status
Orjaška droplja je na splošno nekoliko redka ptica. Dodatek II CITES in Eskom Rdeča knjiga za ptice iz leta 2000 navaja status nominirane rase kot ranljive, pri čemer ocenjujejo, da se bo v naslednjih treh generacijah v Južni Afriki pričakovano zmanjšala za 10 %. V zavarovanih območjih so lahko lokalno zgosti. Populacije obstajajo tudi na nezaščitenih območjih (npr. Etiopija in Sudan ter v Tanzaniji okoli jezera Natron in v vznožju gore Kilimandžara), vendar se na teh območjih lovijo ptice. Z lovom so jih močno zmanjšali, saj so jih tradicionalno ujeli v vabe in pasti iz akacijeve gume. Čeprav niso več razvrščene med ptice divjad, jih še vedno včasih jedo. V Namibiji so označene kot divjad, saj se imenujejo "božični puran", v Južni Afriki pa "Kalahari Kentucky". Lov na droplje je težko upravljati.
Orjaška droplja je zdaj na splošno redka zunaj večjih zavarovanih območij. Uničenje habitatov je velik problem za vrsto, ki ga še dodatno otežuje poseganje v grmovje zaradi prekomerne paše živine in razvoja kmetijstva. Strupi, ki se uporabljajo za zatiranje kobilic, lahko vplivajo tudi nanje in trki z električnimi nadzemnimi vodi redno povzročajo škodo. En 10 km odsek nadzemnih daljnovodov v Karooju je v petmesečnem obdobju pobil 22 dropelj. Orjaške droplje se po navadi izogibajo območjem, ki jih ljudje pogosto uporabljajo. Kljub temu, ker ima tako velik razpon in naj bi bila stopnja upadanja razmeroma počasna, orjaška droplja trenutno ni uvrščena v ogroženo kategorijo na Rdečem seznamu IUCN.
Vrsta je pomembna v številnih domorodnih afriških kulturah, različno zaradi svoje impozantne, impresivne velikosti, spektakularnih predstav odraslih samcev ali skrivnostne narave gnezdečih samic. Orjaška droplja je prisotna v plesih in pesmih ljudstva San v Bocvani, poslikave teh dropelj pa so v starodavni skalni umetnosti San. V Bocvani so jo povezovali s kraljevo družino, saj so jo rezervirali za lastno porabo, od leta 2014 pa je tudi nacionalna ptica Bocvane.